# Brachygalaxias bullocki
Brachygalaxias bullocki е вид лъчеперка от семейство Galaxiidae.

## Разпространение
Видът е разпространен в Чили.

## Описание
На дължина достигат до 5,5 cm.